# Henrik Mouritsen
Henrik Østergaard Mouritsen (* 26. Juli 1971 in Aalborg) ist ein dänischer Biologe und Professor für Neurosensorik (Animal Navigation) an der Universität Oldenburg. Er forscht zur Navigation von Vögeln und speziell zu neurobiologischen Aspekten ihres Magnetsinns.

## Leben
Henrik Mouritsen wuchs auf Fünen in Dänemark auf und ist seit seiner Kindheit begeisterter Ornithologe. Früh faszinierten ihn das Zugverhalten und die Navigationsleistungen von Vögeln und er wollte wissen, wie genau die Navigation von Langstreckenziehern funktioniert. An der Syddansk Universitet in Odense studierte er den Bachelor in Biologie und Chemie und anschließend ein vierjähriges kombiniertes Master- und Ph.D.-Programm in Biologie. Er arbeitete und lebte drei Jahre in Kanada (Queen’s University) und ist seit 2006 Professor an der Carl von Ossietzky Universität Oldenburg.
Mouritsen arbeitet an den funktionalen und neurobiologischen Aspekten der Sinne von Tieren. Er beschäftigt sich speziell mit dem bei vielen Tieren ausgeprägten Magnetsinn. Dazu arbeitet seine Gruppe hauptsächlich mit Rotkehlchen in In-situ-Versuchen (in Emlen-Trichtern) und unter Einfluss eines variablen Magnetfelds. Seine Arbeitsgruppe ist Mitglied der DFG-Forschergruppe Retina FOR 701 und er arbeitet im Rahmen einer Lichtenberg-Professur.
2019 erhielt Mouritsen den Wissenschaftspreis Niedersachsen.

## Schriften
- Svenja Engels, Nils-Lasse Schneider, Nele Lefeldt, Christine Maira Hein, Manuela Zapka, Andreas Michalik, Dana Elbers, Achim Kittel, P. J. Hore, Henrik Mouritsen: Anthropogenic electromagnetic noise disrupts magnetic compass orientation in a migratory bird. In: Nature. 2014. (nature.com)
- C. M. Hein, S. Engels, D. Kishkinev, H. Mouritsen: Robins have a magnetic compass in both eyes. In: Nature. Band 471, 2011, S. E11.
- M. Zapka, D. Heyers, M. Liedvogel, E. D. Jarvis, H. Mouritsen: Night-time neuronal activation of Cluster N in a day- and night-migrating songbird. In: European Journal of Neuroscience. Band 32, 2010, S. 619–624.
- D. Heyers, M. Zapka, M. Hoffmeister, J. M. Wild, H. Mouritsen: Magnetic field changes activate the trigeminal brainstem complex in a migratory bird. In: Proceedings of the National Academies of Sciences USA (PNAS). Band 107, 2010, S. 9394–9399.
- M. Zapka, D. Heyers, C. M. Hein, S. Engels, N.-L. Schneider, J. Hans, S. Weiler, D. Dreyer, D. Kishkinev, J. M. Wild, H. Mouritsen: Visual but not trigeminal mediation of magnetic compass information in a migratory bird. In: Nature. Band 461, 2009, S. 1274–1277.